# Salomè con la testa del Battista (Stomer)
Salomè con la testa del Battista è un dipinto a olio su tela del pittore olandeseMatthias Stomer (1600 circa – post 1650) conservato ai Musei di Strada Nuova a Genova.

## Storia
Il dipinto entra nelle raccolte del museo nel 1926, inizialmente attribuito alla scuola di Orazio Gentileschi. La paternità a Stomer venne suggerita dal critico d’arte genovese Attilio Podestà, che riconobbe la maniera tipica dell’artista soprattutto nella realizzazione dei volti. Data la fortuna che riscossero le opere dell’olandese nel capoluogo ligure, (testimoniata dalle tre grandi tele realizzate durante il soggiorno palermitano dell’artista e giunte a Palazzo Spinola Cambiaso), la critica non esclude che la tela sia stata commissionata o acquistata per conto di un collezionista genovese, anche se non ci sono notizie certe sulla provenienza antica. A ulteriore conferma di questa teoria viene sottolineata la probabile derivazione dalla Cattura di Sansone dello Stomer oggi alla Galleria Sabauda di Torino, di cui Porzio già supponeva una presenza genovese in antico, in un dipinto con lo stesso soggetto del pittore genovese Orazio de Ferrari oggi alla Pinacoteca Civica di Ascoli Piceno.

## Descrizione
Il dipinto rappresenta Salomè, figlia di Erodiade, a mezza figura di tre quarti e con lo sguardo diretto verso l’osservatore. La fanciulla sta appoggiando sul tavolo un bacile con all’interno la testa di Giovanni Battista, martirizzato da Erode per compiacerla. Alle spalle della giovane è raffigurata un’anziana rugosa che la guarda soddisfatta nell’atteggiamento di una complice ruffiana.
La vicenda della decapitazione del Battista, narrata dal Vangelo di Marco (6, 17-28) e da quello di Matteo (14, 3-11), è legata alla figura di Salomè che, nella tradizione iconografica pittorica, incarna l’oggetto del desiderio carnale. Nella pittura del Seicento la sua bellezza si trasforma in provocante seduzione, e così viene interpretata anche da Stomer. Le forme anatomiche vengono mostrate attraverso l’ampia scollatura. Il volto, ingenuo e inconsapevole, ricorda che il suo gesto è frutto di una richiesta altrui e contrasta con quello dell’anziana ruffiana che simboleggia invece la colpa e il male. Giovanni Battista richiama l’ideale cristiano di castità e nel dipinto viene analizzato ed evidenziato il tema del rapporto tra desiderio e rifiuto, tra tentazione e resistenza. Il ruolo della donna anziana che spinge una giovane innocente verso il peccato, è un’iconografia antica e tradizionale che Stomer utilizza diverse volte anche in altri soggetti di tema biblico, come ad esempio nelle varie versioni di Sara conduce Agar da Abramo (una conservata alle Gemäldegalerie di Berlino e un’altra al Gothenburg Museum of Art) o nella tela Sansone e Dalila della Gallerie Nazionale di Arte Antica di Roma. Nel dipinto di Palazzo Bianco la bellezza di Salomè viene evidenziata dall'abito elegante con maniche damascate e dai nastri con perle intrecciati nei capelli biondi. Le pennellate corpose mettono n risalto sia le qualità tattili del vestito, sia il grande il realismo dei volti che diventano quasi teatrali portando all’esasperazione le istanze del naturalismo caravaggesco. L'artista, in questo caso, si allontana dai tipici "notturni" appresi da modelli italiani o da olandesi presenti a Roma (come Gerrit von Honthorst), utilizzando una luce meno contrastata e più ascrivibile alle manifatture nordiche. La critica fino al 2024 non ha ancora stabilito una datazione a causa delle numerose incertezze sulla cronologia dell'artista.